# Albert Bayona i Fernández
Albert Bayona i Fernández (Lleida, 1954) és un artista visual, promotor cultural i docent català. Els seus treballs en el món de la creació artística incorporen diferents disciplines, com la pintura, el dibuix, la fotografia, el vídeo, tecnologies digitals i la música.

## Biografia
Format com a dibuixant projectista, va assistir a les classes de Leandre Cristòfol i Víctor Pérez Pallarés a l'Escola del Cercle de Belles Arts de Lleida. L'any 1985, després d'una època dedicada a viatjar arreu del món, va instal·lar-se definitivament a Lleida on, des del 1986, s'ha dedicat a la docència a l'Escola Municipal de Belles Arts (actual Escola d'art Municipal Leandre Cristòfol) de la que en fou el director entre els anys 1995 i 2000.
En aquesta època (1986-2000), Bayona fou un destacat promotor artístic i cultural de la capital del Segrià: va participar en l'organització de les diverses edicions de les Beques Entrega que atorgava la Regidoria de Cultura de l'Ajuntament de Lleida als nous creadors; també va dirigir la programació artística de la Galeria Periferiart i de les sales d'exposició municipals del Roser i Sant Joan, va coordinar els Tallers de Montesquiu a Lleida, i va dur a terme funcions de codirector de la Mostra de Cinema d'Animació de Lleida (Animac).

## Trajectòria artística
Després de consolidar-se com a pintor a finals dels anys vuitanta, Albert Bayona va avançar cap a l'art digital i les noves tecnologies. En la seva àmplia interdisciplinarietat, explora el seu interès pel paisatge, el territori i la seva transformació. A partir d'aquí, crea contradiccions i conceptes oposats, de vegades amb una intenció transgressora de crear malestar en l'espectador, que està acostumat a assumir la vida diària sense cap crítica. La seva obra està vinculada a la música i al cinema i reflexiona sobre els mecanismes d'engany i percepció al cinema.Els seus treballs en el món de la creació artística incorporen diferents disciplines, pintura, dibuix, fotografia, vídeo, tecnologies digitals i música.
Tanmateix s'han presentat, ja sigui de manera individual o col·lectiva, en espais d'art, com ara el Museo d'Arte Contemporanea MACRO, el Taipei Fine Arts, el Centre d'Art La Panera, el Museu d'Art Jaume Morera, el CentroCentro Cibeles, la PetitGaleria, l'Hangar Centre de producció i recerca, l'ACVIC, el Centre d'Art Contemporani de Glasgow, l'Ex-New Centre d'Art Contemporani de Sulbiate, el centre d'Arts Santa Mónica, el Torrance art Museum o la Fundació Marguerida de Montferrato.
Les seves obres han estat presents en diferents fires i festivals, com ara ARCO, Videoformes, Split International Festival, LOOP Festival, Athens Digital Arts Festival, Madatac, Muces Muestra de Cine Europeo, FILE Video Art o l'Open Panoràmic.
Els seus treballs formen part de la Col·lecció Nacional d'Art Contemporani de la Generalitat de Catalunya, del catàleg de la distribuïdora de vídeo art HAMACA o del fons de la biblioteca i centre de documentació del museu Reina Sofia.

## Guardons
- El 1985 va obtenir el segon premi al “ XXIV Premi Internacional de Dibuix Joan Miró” (Fundació Joan Miró) amb l'obra Variacions sobre una estètica racional,[10] actualment a les col·leccions del Museu d'Art Jaume Morera de Lleida (MAMLL 1165), que es va exposar l'any 1986 al Taipei Fine Arts Museum.[11]
- El 2008 l'obra Monday to Friday fou distingida amb el Premi Vasudha al millor curt sobre Medi Ambient a l'International Film Festival of India-Goa.[a][1]
- El 2014, Accésit,VII Premio Videoarte, El Almacén de las Artes.Astillero,Cantabria.[12]
- El 2016, el curt Cosmonaut fou seleccionat per formar part de la secció oficial de la Muestra de Arte Audiovisual Digital y Tecnologías Contemporáneas (MADATAC), celebrada a l'espai d'art contemporani CentroCentro del Palacio Cibeles de Madrid.[b]
- El 2021, L’obra Pietro 8, fou distingida amb la Menció especial del jurat al Samskara Internacional Film Festival de Dehradun, India.
- El 2021, amb l’obra Pandèmia, obté el Premí“ Outstanding Achievement Award” en el World Film Carnival de Singapore i al TIFF. Tagore Internacional Festival de Bolpur, India.